# Antonio Moreno
Antonio Garrido Monteagudo Moreno, més conegut com a Antonio Moreno o Tony Moreno, (Madrid, 26 de setembre de 1887 - Los Angeles, 15 de febrer de 1967) va ser un actor i director de cinema espanyol. Fou considerat un símbol sexual dels actors de l'era muda del cinema, compartint cartell amb actrius com Greta Garbo, Pola Negri, Gloria Swanson o Clara Bow.

## Primers anys
Antonio va néixer a Madrid el 1887, encara que la seva infància va transcórrer a Andalusia, a Campamento (San Roque) (encara que algunes fonts ho vinculen a la localitat gaditana de Los Barrios).
Fill de militar, va quedar orfe molt petit. Per raons econòmiques emigraria amb la seva mare als Estats Units a l'edat de quinze anys.
Una vegada als Estats Units, va treballar en una companyia de gas i electricitat, sense manifestar gens d'interès pel cinema. En 1910, torna temporalment a Espanya on coneix a l'actriu Helen Ware, qui el convenç de provar sort com a actor de teatre; al principi només en papers secundaris a causa del seu accent espanyol.
Debutaria poc després al cinema mut i en 1913 signaria un contracte amb Vitagraph que el convertiria en un dels actors més cotitzats del cinema mut i, al costat de Rodolfo Valentino, un dels anomenats 'Latin lovers'.

## Hollywood
Després de diversos papers secundaris i d'extra, Moreno aviat va arribar a interpretar papers protagonistes al costat d'uns altres dels actors i actrius més cotitzats del moment. Així arribarien pel·lícules com The house of hate (1918) amb Pearl White, My American wife (1922) amb Gloria Swanson, The temptress (1926), dirigida per Fred Niblo amb Greta Garbo com a protagonista, Mare nostrum (1926) de Rex Ingram amb Alice Terry o un dels seus més grans èxits, la película It (927), una comèdia romàntica dirigida per Clarence G. Badger amb els actors Gary Cooper i Clara Bow; pel·lícula que encunyaria el terme 'It girl'.
Moreno va treballar per a Vitagraph, Paramount Pictures i Metro Goldwyn Mayer, i també va dirigir diverses pel·lícules; la primera, en 1920, anomenada The veiled mystery, i posteriorment diverses pel·lícules en Mèxic.
Amb l'arribada del cinema sonor o 'talkies' la seva carrera va començar a decaure a causa del seu fort accent, per la qual cosa va començar a doblar pel·lícules a l'espanyol i fins i tot va rodar una pel·lícula a Espanya: María de la O (1936), dirigida per Francisco Elías amb Carmen Amaya i Pastora Imperio. També va dirigir algunes pel·lícules a Mèxic, com el drama Santa de 1932, que ha estat aclamat pels crítics com una de les millors pel·lícules mexicanes de l'època. A mitjans de la dècada de 1940 i durant la dècada de 1950, Moreno va aparèixer en alguns papers esporàdics com la clàssica pel·lícula de terror La dona i el monstre de 1954 o el seu recordat paper d'Emilio Figueroa el 1955 a l'influent western èpic del director de cinema John Ford Centaures del desert al costat de John Wayne i Natalie Wood.

## Vida personal
El 1923 Moreno es va casar amb lhereva nord-americana Daisy Emma Canfield que es va traslladar a una finca coneguda com a Crestmount, ara coneguda com a finca Canfield-Moreno. La unió va durar deu anys i va acabar poc abans que Daisy Moreno morís en un accident d'automòbil el 23 de febrer de 1933.

## Mort i llegat
Moreno es va retirar del cinema a finals dels anys cinquanta i va morir d'insuficiència cardíaca a Beverly Hills, Califòrnia, el 1967; va ser enterrat al cementiri Forest Lawn Memorial Park de Glendale, Califòrnia. La seva carrera cinematogràfica es va estendre durant més de quatre dècades. El 1994, la revista mexicana Somos va publicar la seva llista de "Les 100 millors pel·lícules del cinema mexicà" en la seva 100a edició i va anomenar la seva pel·lícula Santa en el lloc número 67.
Per la seva contribució a la indústria cinematogràfica, Antonio Moreno va rebre una estrella al mític Passeig de la Fama de Hollywood al 6651 Hollywood Blvd., Hollywood, Califòrnia, Estats Units.

## Filmografia com a actor
- Lola's Promise (1912)
- The Voice of the Millions (1912)
- His Own Fault (1912)
- An Unseen Enemy (1912)
- Two Daughters of Eve (1912)
- So Near, Yet So Far (1912)
- The Musketeers of Pig Alley (1912)
- Oil and Water (1913)
- A Misunderstood Boy (1913)
- No Place for Father (1913)
- A Cure for Suffragettes (1913)
- By Man's Law (1913)
- The House of Discord (1913)
- Judith of Bethulia (1914)
- Strongheart (1914), com a Frank Nelson, primer paper protagonista
- Too Many Husbands (1914)
- The Accomplished Mrs. Thompson (1914)
- Fogg's Millions (1914)
- Memories in Men's Souls (1914)
- Men and Women (1914)
- The Loan Shark King (1914)
- Under False Colors (1914)
- Sunshine and Shadows (1914)
- The Song of the Ghetto (1914)
- Politics and the Press (1914)
- The Persistent Mr. Prince (1914)
- The Peacemaker (1914)
- The Old Flute Player (1914)
- The Ladies' War (1914)
- John Rance, Gentleman (1914)
- In the Latin Quarter (1914)
- His Father's House (1914)
- The Hidden Letters (1914)
- Goodbye Summer (1914)
- The Island of Regeneration (1915)
- The Dust of Egypt (1915)
- A Price for Folly (1915)
- On Her Wedding Night (1915)
- Youth (1915)
- The Quality of Mercy (1915)
- The Park Honeymooners (1915)
- The Night of the Wedding (1915)
- A Model Wife (1915)
- Love's Way (1915)
- The Gypsy Trail (1915)
- Anselo Lee (1915)
- Kennedy Square (1916)
- The Supreme Temptation (1916)
- The Shop Girl (1916)
- The Tarantula (1916)
- The Devil's Prize (1916)
- Rose of the South (1916)
- Susie, the Sleuth (1916)
- She Won the Prize (1916)
- The Magnificent Meddler (1917)
- Her Right to Live (1917)
- Money Magic (1917)
- Aladdin from Broadway (1917)
- Captain of the Gray Horse Troop (1917)
- A Son of the Hills (1917)
- By Right of Possession (1917)
- The Angel Factory (1917)
- The Mark of Cain (1917)
- The Naulahka (1918)
- The House of Hate (1918)
- The First Law (1918)
- The Iron Test (1918)
- Perils of Thunder Mountain (1919)
- The Veiled Mystery (1920)
- The Invisible Hand (1920)
- Three Sevens (1921)
- The Secret of the Hills (1921)
- A Guilty Conscience (1921)
- My American Wife (1922)
- Look Your Best (1923)
- Lost and Found on a South Sea Island (1923)
- The Trail of the Lonesome Pine (1923)
- The Exciters (1923)
- The Spanish Dancer (1923)
- Flaming Barriers (1924)
- Bluff (1924)
- Tiger Love (1924)
- Hello Frisco (1924)
- The Border Legion (1924)
- The Story Without a Name (1924)
- Learning to Love (1925)
- Her Husband's Secret (1925)
- One Year to Live (1925)
- Mare Nostrum (1926)
- Beverly of Graustark (1926)
- The Temptress (1926)
- Love's Blindness (1926)
- The Flaming Forest (1926)
- It (1927)
- Venus of Venice (1927)
- Come to My House (1927)
- Madame Pompadour (1927)
- The Whip Woman (1928)
- Nameless Men (1928)
- The Midnight Taxi (1928)
- Adoration (1928)
- Synthetic Sin (1929)
- The Air Legion (1929)
- Careers (1929)
- Romance of the Rio Grande (1929)
- El cuerpo del delito (1930)
- Rough Romance (1930)
- El hombre malo (1930)
- One Mad Kiss (1930)
- El precio de un beso (1930)
- La Voluntad del muerto (1930)
- Los que danzan (1930)
- Primavera en otoño (1933)
- La ciudad de cartón (1934)
- Señora casada necesita marido (1935)
- Asegure a su mujer (1935)
- Storm Over the Andes (1935)
- Rosa de Francia (1935)
- Alas sobre El Chaco (1935)
- The Bohemian Girl (1936)
- Rose of the Rio Grande (1938)
- Ambush (1939)
- María de la O (1939)
- Seven Sinners (1940)
- They Met in Argentina (1941)
- The Kid from Kansas (1941)
- Two Latins from Manhattan (1941)
- Fiesta (1941)
- Valley of the Sun (1942)
- Undercover Man (1942)
- Tampico (1944)
- Pirates del Carib (The Spanish Main) (1945)
- Sol y sombra (1946)
- Notorious (1946)
- Capità de Castella (Captain from Castile) (1947)
- Lust for Gold (1949)
- Crisis (1950)
- Saddle Tramp (1950)
- Dallas, ciutat fronterera (Dallas) (1950)
- The Mark of the Renegade (1951)
- Thunder Bay (1953)
- Wings of the Hawk (1953)
- La dona i el monstre (Creature from the Black Lagoon) (1954)
- Entre barracas (1954)
- Saskatchewan (1954)
- Centaures del desert (The Searchers) (1956)
- Catch Me If You Can (1959)

## Filmografia com a director
- The Veiled Mystery (1920)
- Santa, (1932)
- Águilas frente al sol (1932)
- Revolución (també coneguda com La sombra de Pancho Villa) (1933)